# 横須賀Baby
「横須賀Baby」（よこすかベイビー）は、1980年9月21日に発売された横浜銀蝿のデビューシングル。発売元はキングレコード（横浜銀蠅のプライベート・レーベルである『Crazyrider(クレイジーライダー)』レーベルからのリリースだが、初期プレス盤は『キング』レーベルでのリリース）

## 収録曲
| 全編曲: 横浜銀蝿。 |                           |                |                |      |
| #                  | タイトル                  | 作詞           | 作曲           | 時間 |
| 1.                 | 「横須賀Baby」            | 横浜銀蝿       | 横浜銀蝿       | 2:55 |
| 2.                 | 「ぶっちぎりRock'n Roll」 | タミヤヨシユキ | タミヤヨシユキ | 2:02 |
| 合計時間:          | 合計時間:                 | 合計時間:      | 合計時間:      | 4:57 |

## 収録アルバム
- ぶっちぎりベストコレクション（1982年12月21日）
- ぶっちぎり総集編 壱（2000年4月21日）
- ぶっちぎりBest Vol.1～シングルセレクション。（2005年5月18日）

## カバー
- ぶっちぎりRock'n Roll

紅麗威甦がアルバム「ヨ・ロ・シ・ク壱」の中でカバー。（1982年1月20日）
嶋大輔がシングル「男の勲章」のカップリング曲としてカバー。（1982年4月28日）
麗灑がアルバム「薫婬蝿いち」の中でカバー。（1982年）
石橋貴明がとんねるずのみなさんのおかげですの「メリケンキッズ」の中でコーナーのラストに歌った。